# قایق آتش‌نشانی جان اچ گلن جی‌آر
قایق آتش‌نشانی جان اچ گلن جی‌آر (به انگلیسی: Fireboat John H. Glenn Jr.) یک کشتی است که طول آن ۷۱ فوت (۲۲ متر) می‌باشد. این کشتی  در سال ۱۹۶۲ ساخته شد.
این کشتی از سال 1962 به مدت پانزده سال به اداره آتش نشانی شهر نیویورک خدمت کرد تا اینکه در سال 1977 به اداره آتش نشانی و خدمات پزشکی اورژانس ناحیه کلمبیا فروخته شد. این کشتی در زمان ساخت خود ، از همتایان ناوگان مسن‌ترش سریع‌تر بود و هم آبکشی کم‌عمق‌تری داشت، که او را برای استقرار در منطقه‌ای از رودخانه هادسون با مناطقی از آب کم‌عمق مناسب می‌کرد.